# Holendry Baranowskie
Holendry Baranowskie – wieś w Polsce położona w województwie mazowieckim, w powiecie grodziskim, w gminie Baranów.
Administracyjnie na terenie wsi utworzono dwa sołectwa Holendry Baranowskie A i Holendry Baranowskie B.
| SIMC    | Nazwa        | Rodzaj    |
| ------- | ------------ | --------- |
| 0722970 | Gradowica    | część wsi |
| 0722986 | Kosiorowo    | część wsi |
| 0722992 | Niepokalanów | część wsi |
| 0723000 | Praga        | część wsi |

W latach 1975–1998 miejscowość administracyjnie należała do województwa skierniewickiego.